# King of Punk
King of Punk is een Nederlands-Amerikaanse documentaire uit 2007 over punkgroepen, geproduceerd door de filmmakers Kenneth van Schooten en Julie van Schooten.
De documentaire bevat interviews met leden van bands die actief waren in de punkbeweging van 1976 tot 1982, zoals Ramones, The Adicts, The Exploited, The Avengers, The Dead Boys, The UK Subs, The Zeros, Wayne County & the Electric Chairs en vele andere artiesten.
Met de King of Punk willen de filmmakers de overeenkomsten en verschillen laten zien tussen twee generaties punkartiesten en zij volgden een jaar lang de gebeurtenissen rondom de nieuwe generatie meidenpunkgroep OBGYN uit North Carolina. Patrick Clement een jonge, zeer gemotiveerde eigenaar van een punkuitgeverij speelt ook een hoofdrol in de documentaire. De titel van de film is gebaseerd op een lied met een van OBGYN.
De documentaire is uitgebracht op DVD in 2007.

## Geïnterviewden
De geïnterviewden praten met de filmmakers over punkmuziek en de muziekindustrie in het algemeen. De geïnterviewden zijn:
- Shonna en Dave Ryan (Abrasive Wheels)
- Keith 'Monkey' Warren (The Adicts)
- Penelope Houston (The Avengers)
- Jack Rabid, (Big Takeover)
- Jayne County
- Cheetah Chrome (Dead Boys)
- Joe Keithley (D.O.A.)
- Wattie Buchan (Exploited)
- Dave Dictor en Ron Posner (MDC)
- Marky Ramone (Ramones)
- Dave Parsons (Sham 69)
- Jake Burns en Bruce Foxton (Stiff Little Fingers)
- Sonny Vincent (Testors)
- Charlie Harper (UK Subs)
- Robert 'El Vez' Lopez (Zeros)